# ادوارد اس. کرتیس

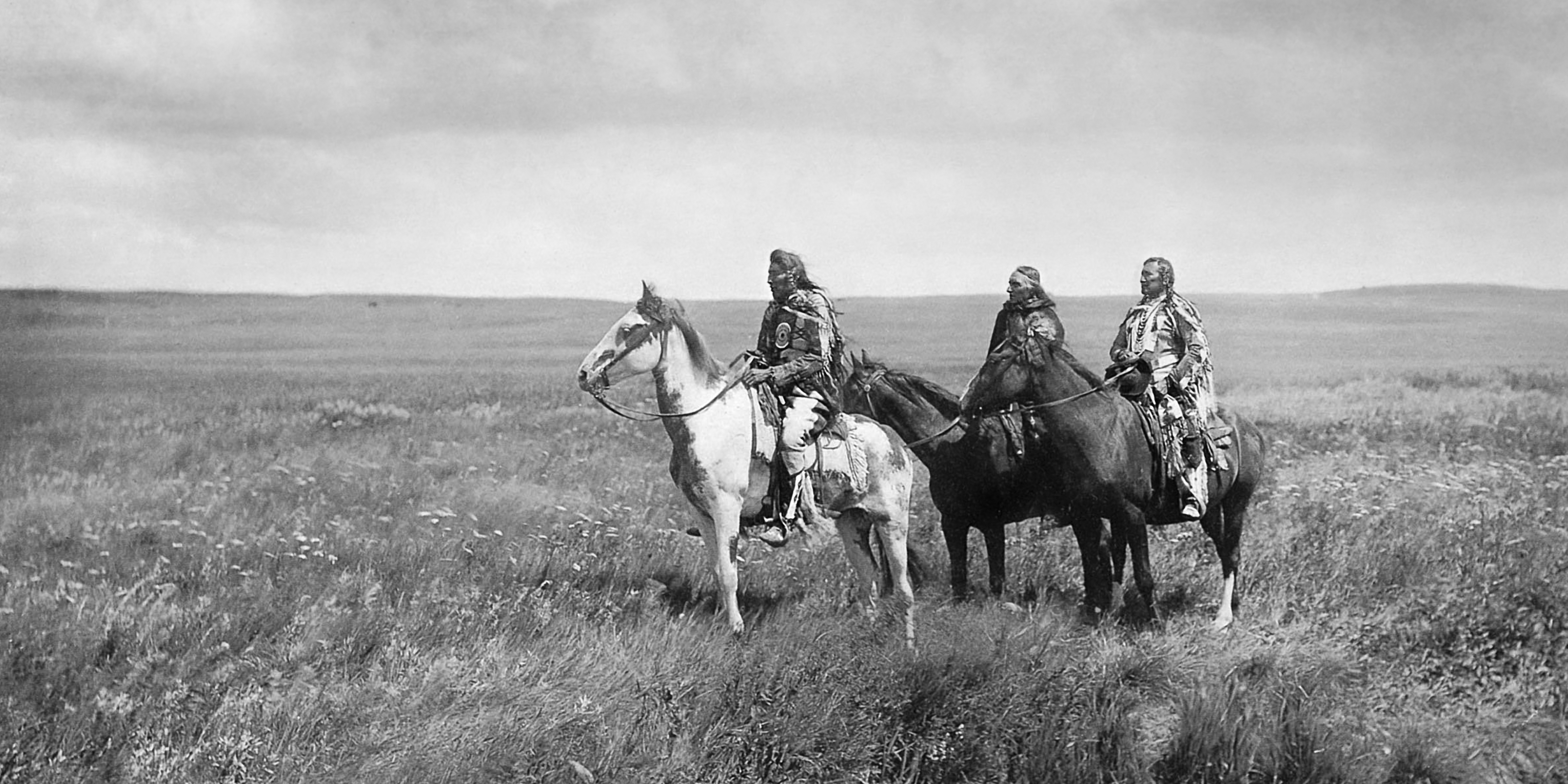
نگاره‌ای از سه رئیس قبیلهٔ پیگان بلک‌فیت به تاریخ ۱۹۰۰ میلادی، گرفته‌شده توسط ادوارد کرتیس.

 ادوارد کرتیس (انگلیسی: Edward S. Curtis؛ ۱۶ فوریهٔ ۱۸۶۸ – ۱۹ اکتبر ۱۹۵۲) یک عکاس، و انسان‌شناس اهل ایالات متحده آمریکا بود.

## نگارخانه

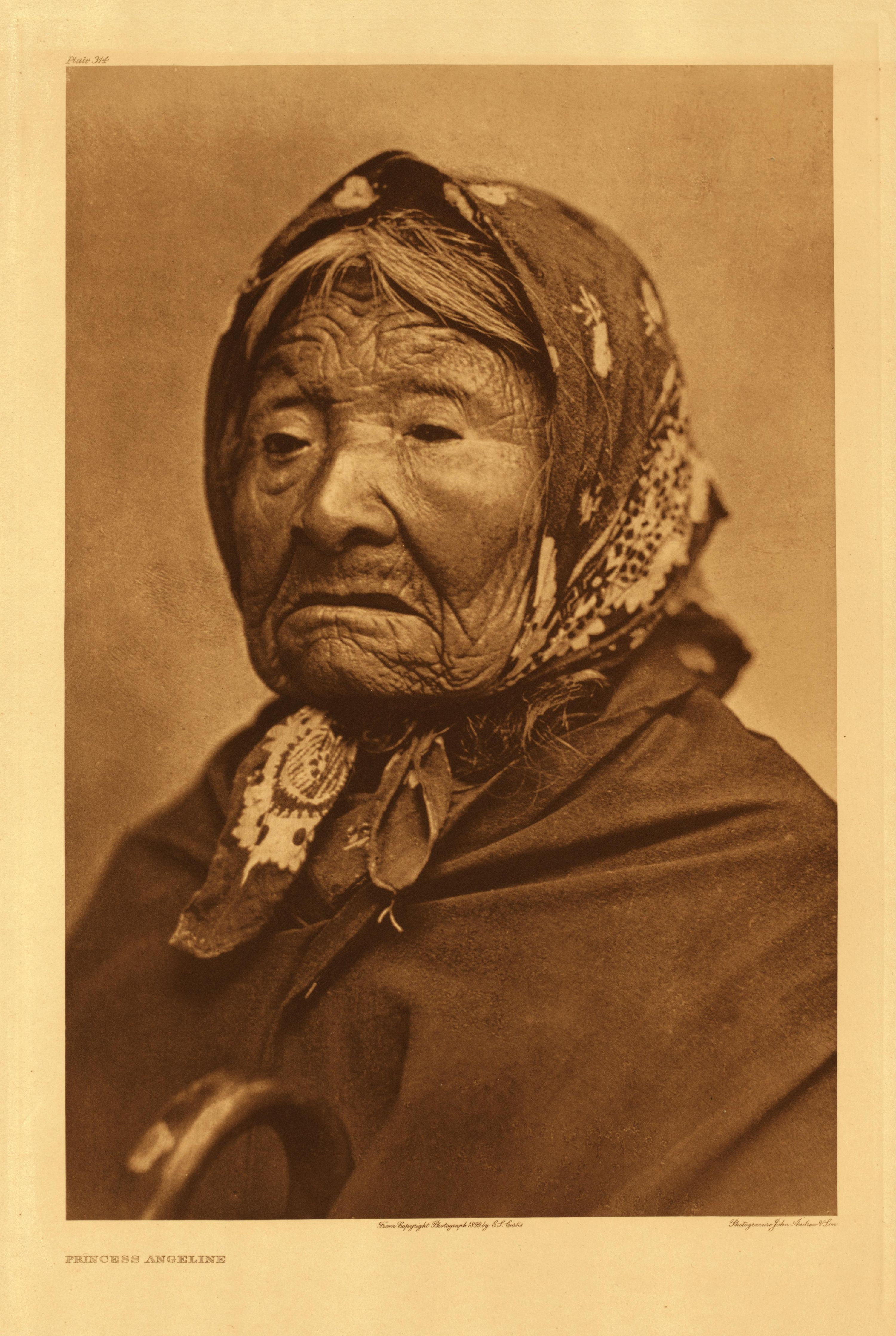
پرنسس آنجلین، دختر رئیس قبیله سیاتل (۱۸۹۶ م.)
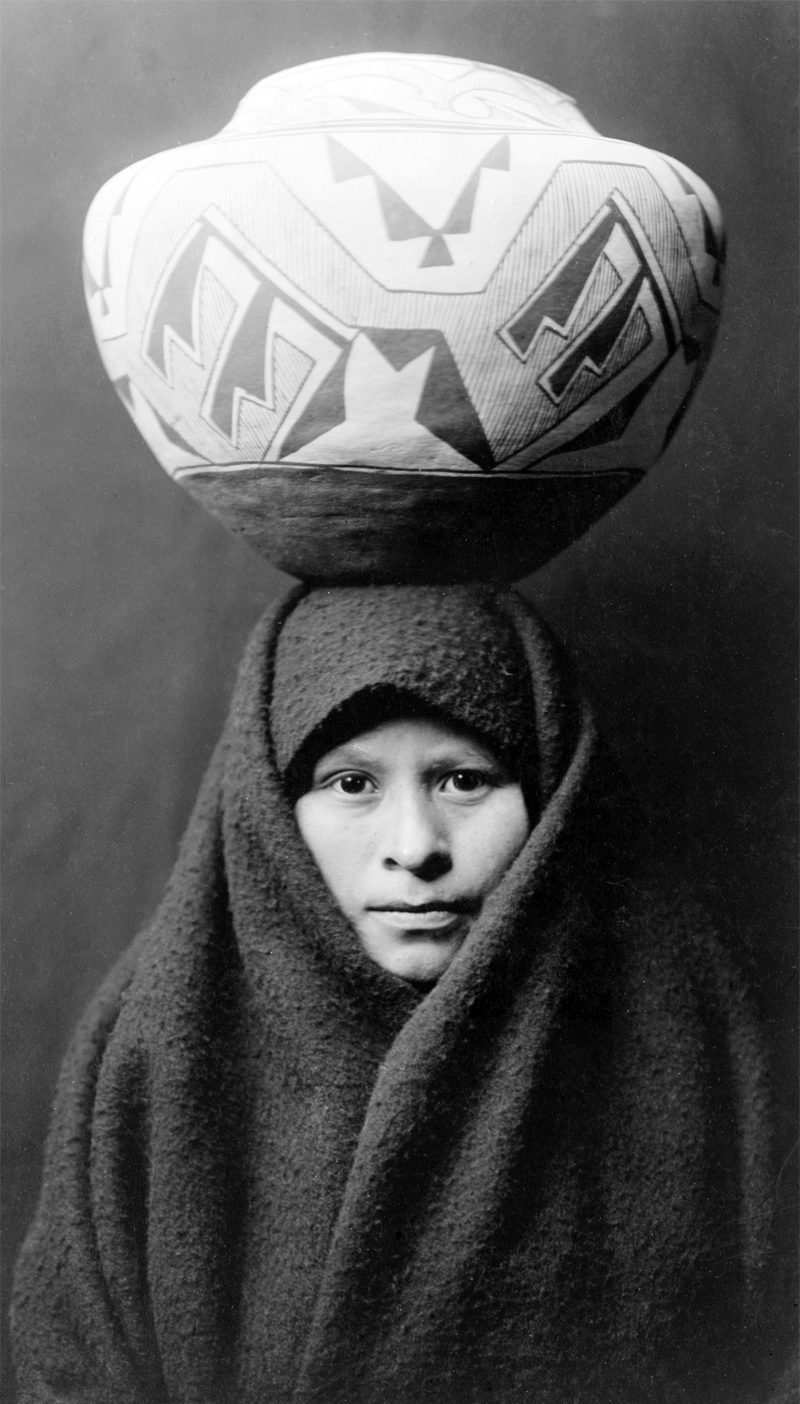
دختری از قوم زونی (۱۹۰۳ م.)
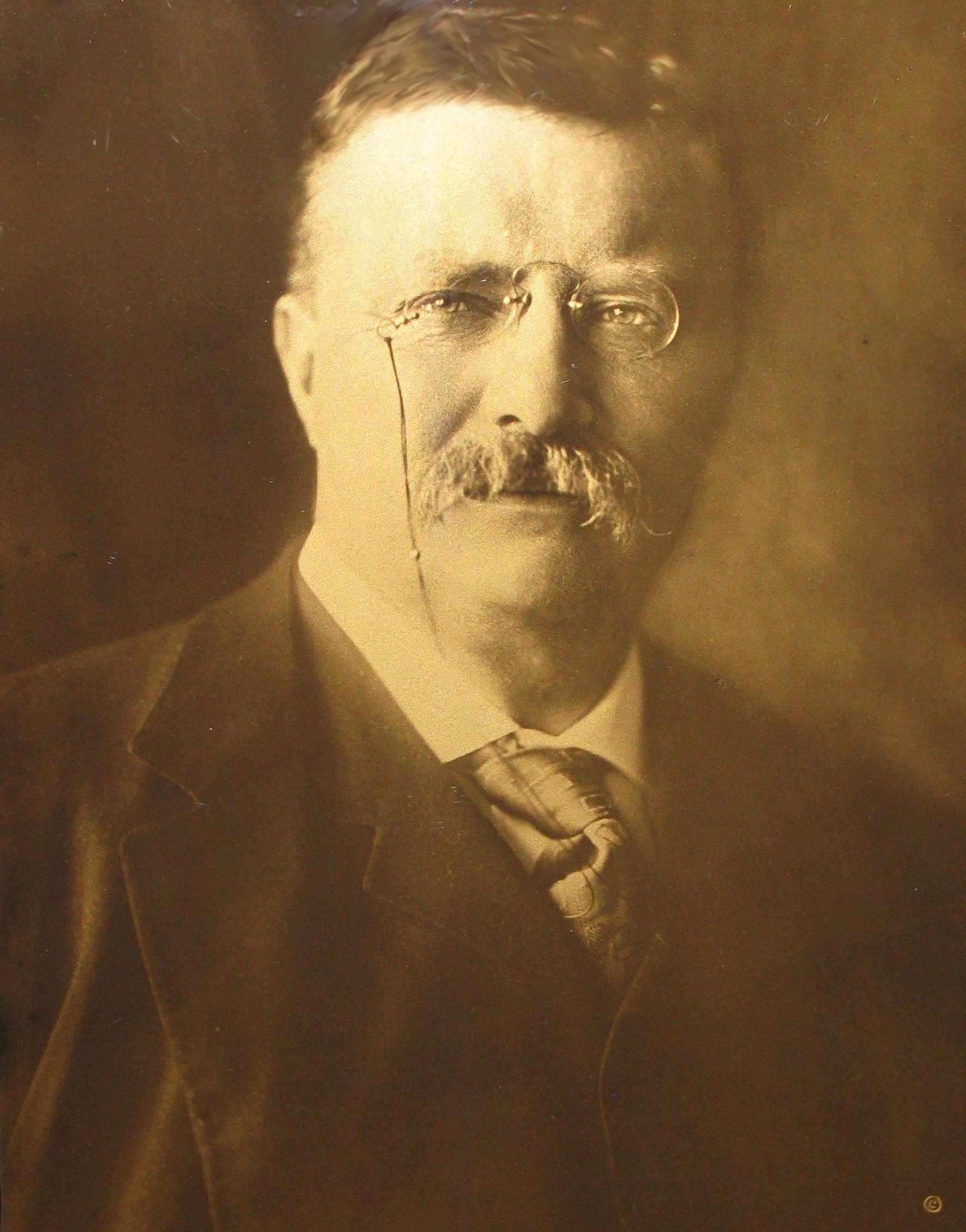
پرترهٔ تئودور روزولت (۱۹۰۴ م.)
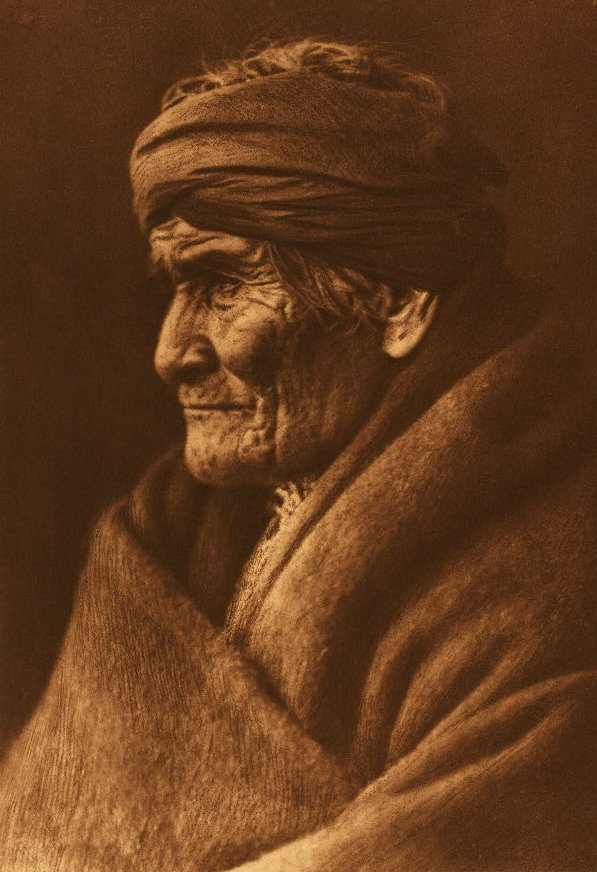
جرونیمو (۱۹۰۵ م.)
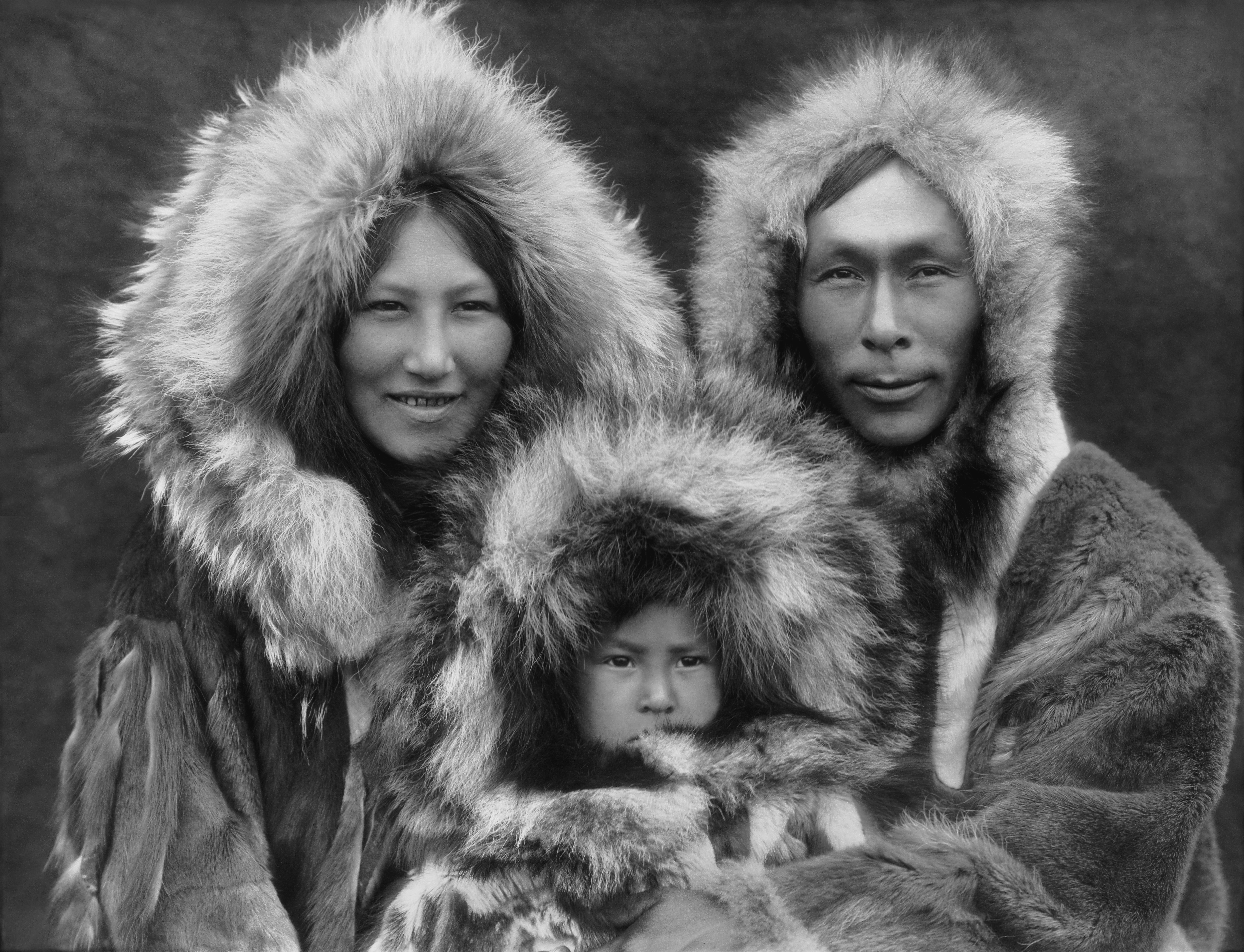
خانوادهٔ اسکیمو در آلاسکا (۱۹۲۹ م.)
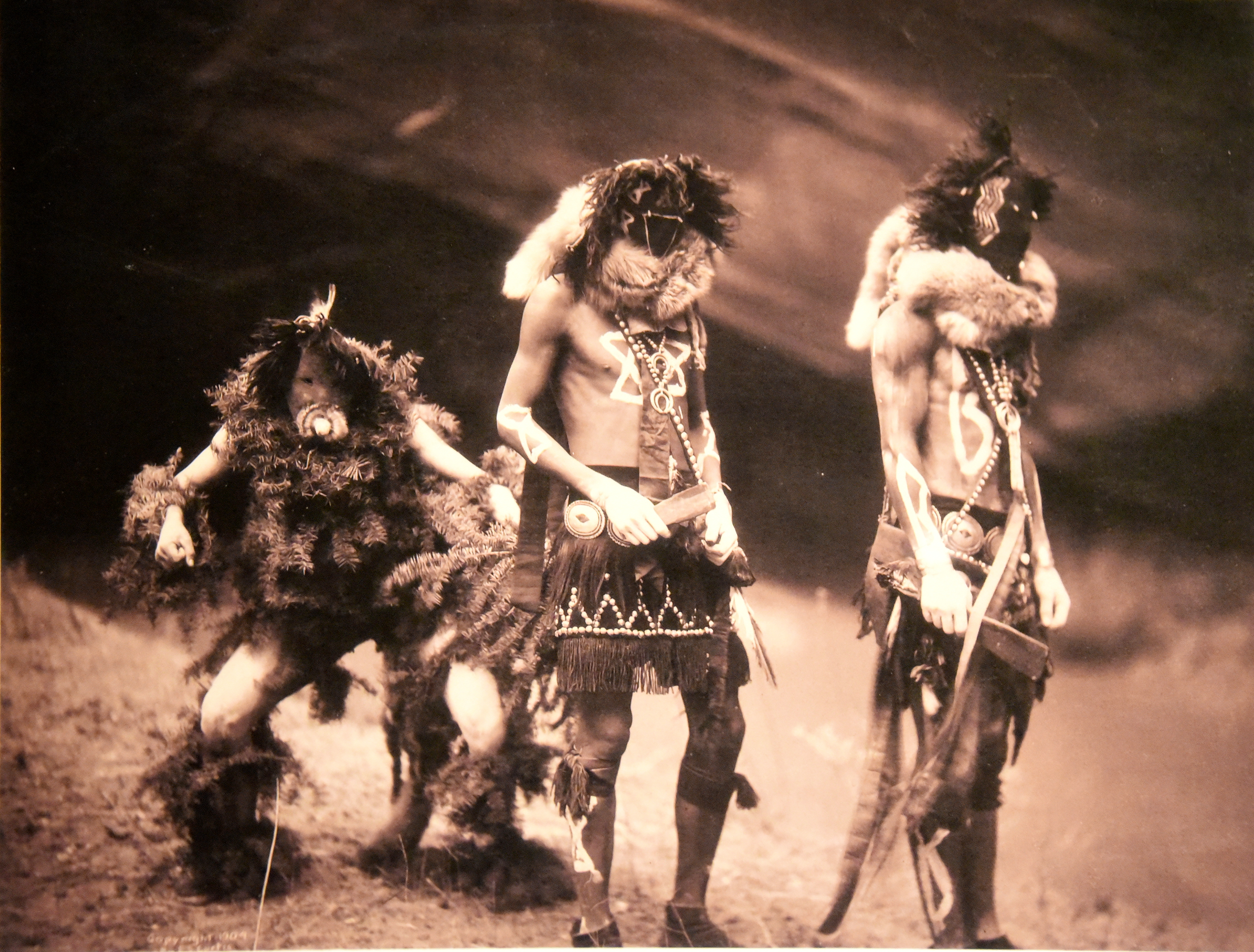
رقصنده‌های ناواهو یبیچای (یی بی چی). ادوارد اس. کورتیس. ایالات متحده، ۱۹۰۰.
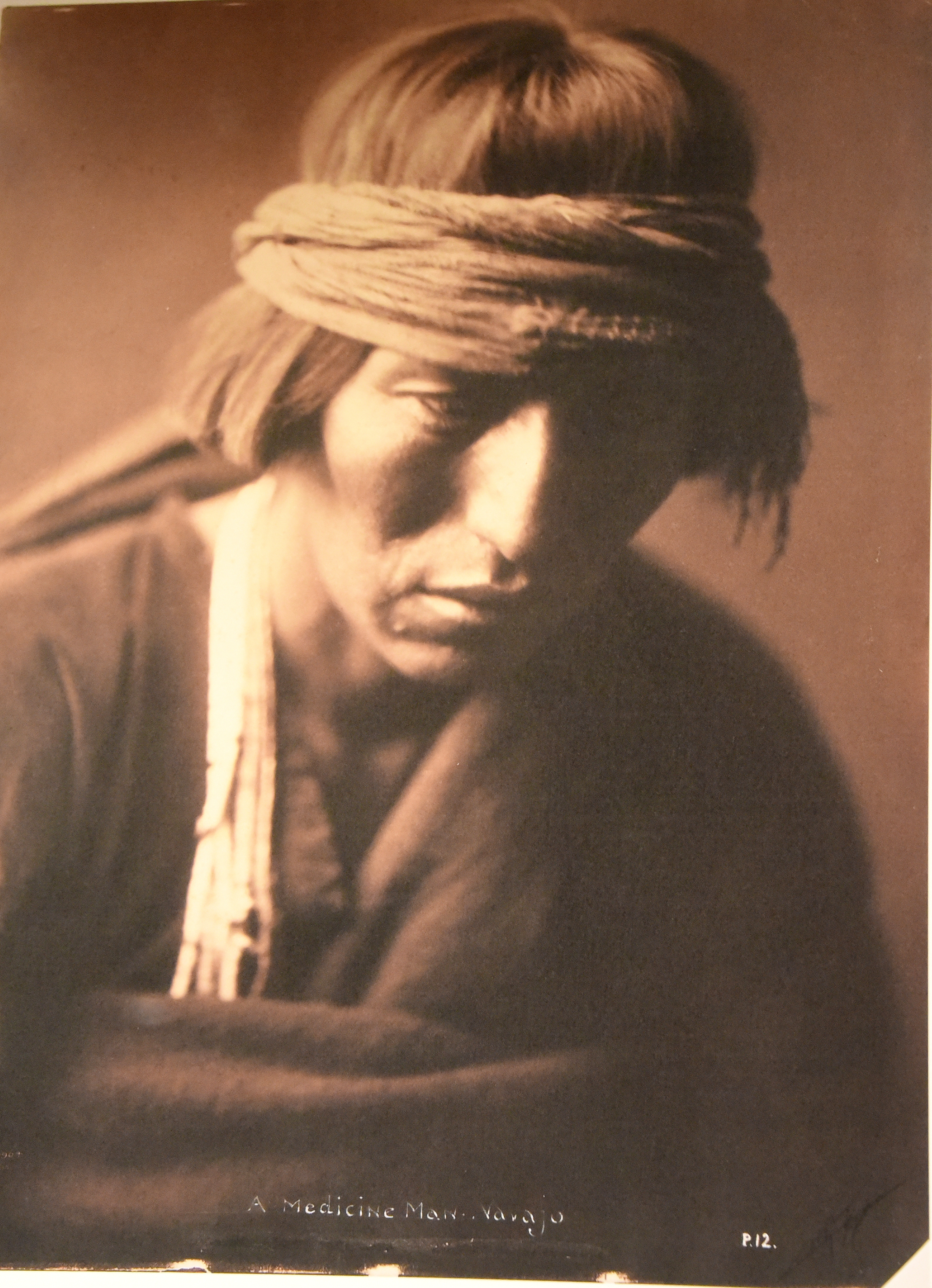
یک مرد پزشکی ناواهو. ادوارد اس. کورتیس. ایالات متحده آمریکا، ۱۹۰۰